# Cimon del Latemar
Cimon del Latemar (niem. Diamandidturm) – szczyt w Alpach Fleimstalskich, w Alpach Wschodnich. Leży w regionie Trydent-Górna Adyga, w północnych Włoszech. Szczyt ten sąsiaduje z Torri di Latemar na wschodzie oraz z Torre Christomannos na zachodzie.